# Eduard Schönleben
Eduard Schönleben (* 28. September 1897 in Ansbach; † 14. Februar 1985 in München) war ein deutscher Architekt. Der bayerische Tiefbauingenieur war bis 1933 als Regierungsbaurat in Straßenbauämtern des Landes Bayern tätig, bevor ihn Fritz Todt zum Abteilungsleiter für den Autobahnbau in seiner Behörde des Generalinspektors für das deutsche Straßenwesen machte.

## Leben
Schönleben besuchte das humanistische Gymnasium und von 1919 bis 1922 die Technische Hochschule in München. 1924 legte er das Staatsexamen als Regierungsbaumeister ab. Er arbeitete anschließend als Regierungsbaurat beim Straßen- und Flußbauamt Deggendorf sowie in verschiedenen Regierungsstellen von Oberbayern. Schönleben trat vor dem 1. Mai 1933 in die NSDAP ein und demonstrierte „mit seinem niedrigen Ehrenamt eines SA-Rottenführers eine mehr als nur formelle nationalsozialistische Loyalität“. 1934 wurde er zur Dienststelle des Generalinspektors für das deutsche Straßenwesen (Fritz Todt) berufen, wobei er mit Professor Alwin Seifert zusammenarbeitete. Später war er im Forschungsinstitut für Ingenieurbiologie und beim Bau der Autobahnen, als Abteilungsleiter tätig. 1939 wurde er zum Ministerialdirektor ernannt.
Schönleben war einer der engsten Mitarbeiter von Fritz Todt und im NS-Bund Deutscher Technik Leiter der Fachgruppe Bauwesen; zugleich war er Herausgeber der Zeitschrift Der deutsche Baumeister und Autor für die damalige Zeitschrift Die Strasse.
Nach dem Tode Todts brachte Schönleben das Erinnerungsbuch Fritz Todt, der Mensch, der Ingenieur, der Nationalsozialist heraus. Nach dem Zweiten Weltkrieg war er in der Bauindustrie tätig.
- Ab 1950 war er Berater der afghanischen Regierung in Kabul.
- Von 1952—1954 arbeitete er in Australien für eine Fertighausfirma,
- danach wurde er Geschäftsführer und Bevollmächtigter für das Ingenieurbüro Kocks in München, für das er später bis 1972 auch als freier Mitarbeiter tätig war.
- Eduard Schönleben gehörte zu den Gründungsmitgliedern, die 1966 den Arbeitskreis für die Nutzbarmachung von Siedlungsabfallen (ANS) e. V. Ins Leben riefen. Er führte diesen Verein bis 1976. Zuletzt war er Ehrenpräsident des ANS.

Das Grab von Eduard Schönleben befindet sich auf dem Friedhof Obermenzing in München.

## Weblink
- Frankfurter Kreuz; Entwurf Eduard Schönleben

## Veröffentlichungen
- Die Zubringerstraßen zu den Reichsautobahnen. In: Die Strasse. Bd. 3.1936, S. 707–710.
- Einheitlicher Wille im Straßenbau des Dritten Reiches. In: Die Strasse. Bd. 5.1938, S. 376–378.
- Der Generalinspektor für das Deutsche Straßenwesen. In: Der Deutsche Baumeister. Bd. 4.1942, Heft 2, S. 12–13.
- Fritz Todt. Der Mensch. Der Ingenieur. Der Nationalsozialist. Stalling, Oldenburg 1943.  DNB 362335443
- o.A.: [Personalnachrichten aus dem Straßenwesen], In: Die Strasse 7.1940, S. 42

## Einzelbelege
1. ↑  Christopher Kopper in: Planen und Bauen im Nationalsozialismus, Band I. Hirner, München 2023. ISBN 978-3-7774-4114-6. DNB 1274222494. S. 274
2. ↑  Franz W. Seidler: Fritz Todt. Baumeister des Dritten Reiches. Herbig, München 1986. ISBN 3-7766-1446-3. S. 309.
3. ↑  Franz W. Seidler: Fritz Todt. Baumeister des Dritten Reiches. Herbig, München 1986. ISBN 3-7766-1446-3. S. 142.
4. ↑  https://d-nb.info/362335443 Katalogisat der DNB.

| Personendaten    | Personendaten       |
| ---------------- | ------------------- |
| NAME             | Schönleben, Eduard  |
| KURZBESCHREIBUNG | deutscher Architekt |
| GEBURTSDATUM     | 28. September 1897  |
| GEBURTSORT       | Ansbach             |
| STERBEDATUM      | 14. Februar 1985    |
| STERBEORT        | München             |